# Eve Young
Eve Young, född 4 februari 2007, är en brittisk konstsimmare.

## Karriär
Vid EM 2024 i Belgrad var Young en del av Storbritanniens lag som tog brons i det fria lagprogrammet.